# Eric Herrera
Eric Orlando Quintero Herrera (Ciudad de Panamá, 16 de febrero de 1992) es un futbolista panameño; juega como mediocampista y milita en US Angri 1927 de la Serie D italiana.

## Trayectoria
Herrera jugó para los equipos juveniles del AC Treviso, Parma Calcio 1913 y Hellas Verona antes de unirse  y debutar profesional en el Pordenone. El 7 de agosto de 2011, Herrera anotó un doblete en su debut en la Coppa Italia con el Avellino en un partido de primera ronda contra el Portogruaro, lo que los llevó a una victoria por 3-0.
En junio de 2012 firmó un nuevo contrato de 3 años con el club. Fue cedido al Rimini el 15 de enero de 2014 y tras seis meses en el Paganese se trasladó al Lecce el 21 de enero de 2015. Se fue cedido al AS Melfi el 25 de agosto de 2015; estuvo en el club hasta el 30 de julio de 2016.
El 31 de agosto de 2016 fue cedido al Paganese; estuvo en el club cedido hasta el 30 de junio de 2017.
El 10 de agosto de 2017 fichó por el FK Partizani; estuvo ahí hasta el 22 de noviembre de 2017. Después de quedar libre fichó por el Audace Cerignola; estuvo en el club hasta el 18 de abril de 2018. El 5 de julio de 2018 fichó por el ACD Sangiustese; estuvo en el club hasta el 14 de diciembre de 2018. El 28 de diciembre de 2018 fichó por la ASD Sorrento; estuvo en el club hasta el 11 de agosto de 2020. Fichó por el UTD Sly Trani el 9 de julio de 2020. Fichó por el USD Lavello el 12 de agosto de 2020; estuvo en el club hasta el 26 de diciembre de 2021. Fichó por el AJ Fano el 27 de diciembre de 2021; fue despedido del club el 16 de julio de 2022.
Regresó al ASD Sorrento el 16 de julio de 2022. El 1 de agosto de 2023 fue anunciado como nuevo jugador del US Angri 1927.

## Clubes
| Club              | País    | Año           |
| ----------------- | ------- | ------------- |
| AC Treviso U17    | Italia  | 2007-2008     |
| Parma FC U18      | Italia  | 2009          |
| Hellas Verona U19 | Italia  | 2020          |
| Pordenone Calcio  | Italia  | 2010-2011     |
| US Avellino       | Italia  | 2011-2014     |
| Rimini FC         | Italia  | 2014          |
| US Avellino       | Italia  | 2014          |
| Paganese Calcio   | Italia  | 2014-2015     |
| US Lecce          | Italia  | 2015          |
| AS Melfi          | Italia  | 2015-2016     |
| Paganese Calcio   | Italia  | 2016-2017     |
| US Lecce          | Italia  | 2017          |
| FK Partizani      | Albania | 2017          |
| Audace Cerignola  | Italia  | 2018          |
| ASD Sangiustese   | Italia  | 2018          |
| ASD Sorrento      | Italia  | 2019-2020     |
| UTD Sly Trani     | Italia  | 2020          |
| USD Lavello       | Italia  | 2020-2021     |
| AJ Fano           | Italia  | 2021-2022     |
| ASD Sorrento      | Italia  | 2022-2023     |
| US Angri 1927     | Italia  | 2023-presente |

## Palmarés

### Títulos nacionales
| Título            | Club        | País   | Año     |
| ----------------- | ----------- | ------ | ------- |
| Lega Pro          | US Avellino | Italia | 2012-13 |
| Supercopa de Liga | US Avellino | Italia | 2012-13 |